# Raión de Amasiay
El raión de Amasiay es uno de los cinco raiones que forman la provincia armenia de Shirak. Se encuentra al noroeste de la provincia, con una población a fecha de 12 de octubre de 2011 de 6306 habitantes.
Está formado por las siguientes localidades:
- Aghvorik 89
- Alvar 140
- Amasia 1532
- Ardenis 135
- Aregnadem 388
- Bandivan 259
- Berdashen 203
- Byurakn 739
- Darik 11
- Garnarich 210
- Gtashen 271
- Hoghmik 490
- Hovtun 154
- Jradzor 237
- Kamkhut 2
- Meghrashat 325
- Paghakn 83
- Shaghik 88
- Tsaghkut 181
- Voghji 548
- Yeghnajur 27
- Zarishat 49
- Zorakert 145[1]